# Liste der Kulturdenkmale in Johanngeorgenstadt

Wappen von Johanngeorgenstadt

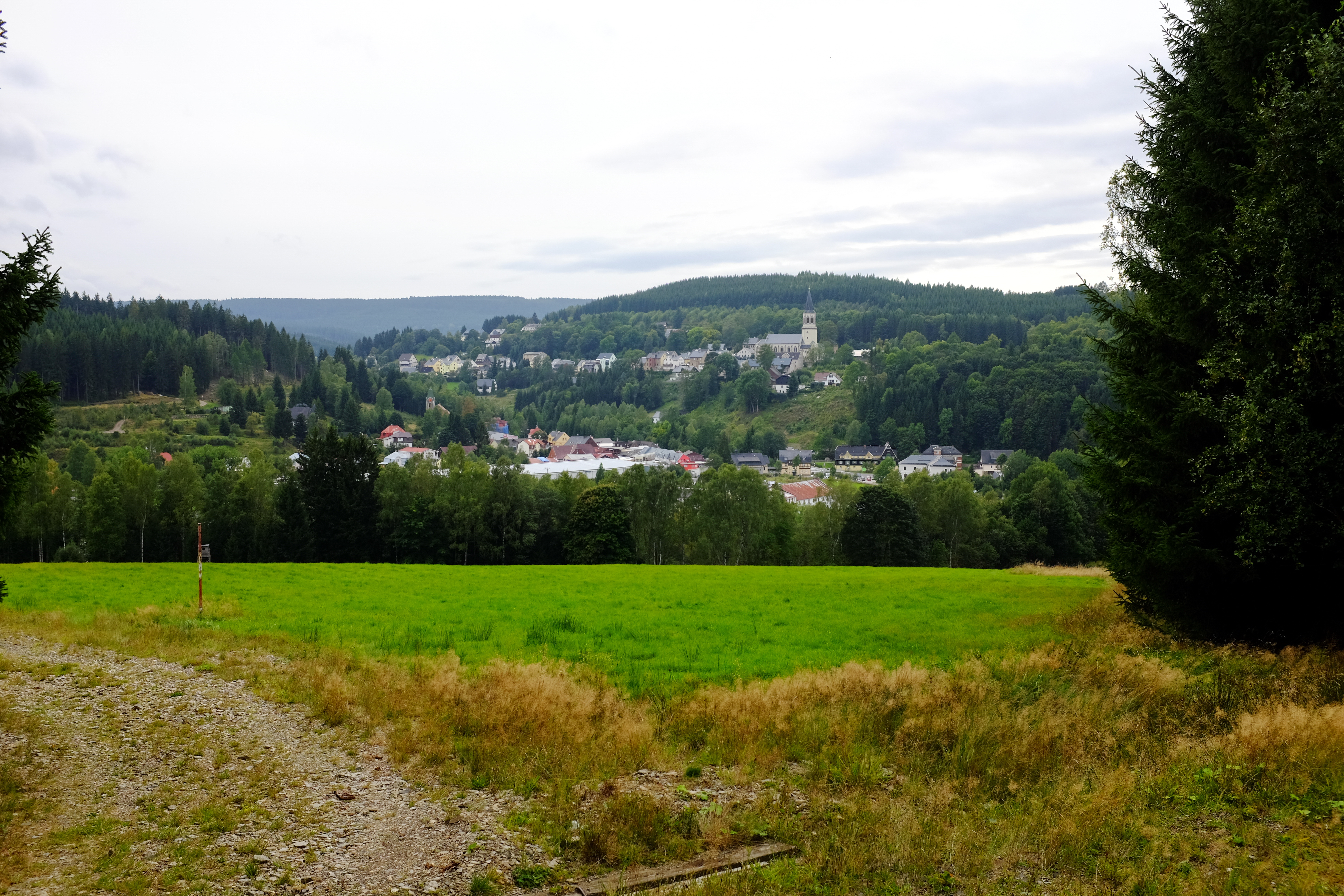
Blick auf Johanngeorgenstadt

Die Liste der Kulturdenkmale in Johanngeorgenstadt enthält die Kulturdenkmale in Johanngeorgenstadt.
Diese Liste ist eine Teilliste der Liste der Kulturdenkmale in Sachsen.

## Legende
- Bild: Bild des Kulturdenkmals, ggf. zusätzlich mit einem Link zu weiteren Fotos des Kulturdenkmals im Medienarchiv Wikimedia Commons. Wenn man auf das Kamerasymbol klickt, können Fotos zu Kulturdenkmalen aus dieser Liste hochgeladen werden:
- Bezeichnung: Denkmalgeschützte Objekte und ggf. Bauwerksname des Kulturdenkmals
- Lage: Straßenname und Hausnummer oder Flurstücknummer des Kulturdenkmals. Die Grundsortierung der Liste erfolgt nach dieser Adresse. Der Link (Karte) führt zu verschiedenen Kartendiensten mit der Position des Kulturdenkmals. Fehlt dieser Link, wurden die Koordinaten noch nicht eingetragen. Sind diese bekannt, können sie über ein Tool mit einer Kartenansicht einfach nachgetragen werden. In dieser Kartenansicht sind Kulturdenkmale ohne Koordinaten mit einem roten bzw. orangen Marker dargestellt und können durch Verschieben auf die richtige Position in der Karte mit Koordinaten versehen werden. Kulturdenkmale ohne Bild sind an einem blauen bzw. roten Marker erkennbar.
- Datierung: Baubeginn, Fertigstellung, Datum der Erstnennung oder grobe zeitliche Einordnung entsprechend des Eintrags in der sächsischen Denkmaldatenbank
- Beschreibung: Kurzcharakteristik des Kulturdenkmals entsprechend des Eintrags in der sächsischen Denkmaldatenbank, ggf. ergänzt durch die dort nur selten veröffentlichten Erfassungstexte oder zusätzliche Informationen
- ID: Vom Landesamt für Denkmalpflege Sachsen vergebene, das Kulturdenkmal eindeutig identifizierende Objekt-Nummer. Der Link führt zum PDF-Denkmaldokument des Landesamtes für Denkmalpflege Sachsen. Bei ehemaligen Kulturdenkmalen können die Objektnummern unbekannt sein und deshalb fehlen bzw. die Links von aus der Datenbank entfernten Objektnummern ins Leere führen. Ein ggf. vorhandenes Icon  führt zu den Angaben des Kulturdenkmals bei Wikidata.

## Johanngeorgenstadt
| Bild                                    | Bezeichnung | Lage                                     | Datierung                                                   | Beschreibung | ID       |
| --------------------------------------- | --- | ---------------------------------------- | ----------------------------------------------------------- | --- | -------- |
| Direkt Bild zu diesem Denkmal hochladen | Halden- und Bingenzug | (Karte)                                  | 17.–18. Jahrhundert                                         | Bergbaugeschichtlich von Bedeutung | 09226890 |
| Direkt Bild zu diesem Denkmal hochladen | Mundloch und Stolln | (Karte)                                  | bezeichnet 1862                                             | Ortsgeschichtliche und technikgeschichtliche Bedeutung. | 09226931 |
| Direkt Bild zu diesem Denkmal hochladen | Grenzstein |                                          | bez. 1672 (Grenzstein)                                      | geschichtlich von Bedeutung | 09296790 |
| Direkt Bild zu diesem Denkmal hochladen | Dammkrone des Schwarzen Teiches (Kunstteich) | (Karte)                                  | 1703                                                        | Bergbaugeschichtlich von Bedeutung. | 09226910 |
| Direkt Bild zu diesem Denkmal hochladen | Kilometerstein | (Karte)                                  | um 1900                                                     | Verkehrsgeschichtlich von Bedeutung. | 09223069 |
| Direkt Bild zu diesem Denkmal hochladen | Binge | (Karte)                                  | 17.–18. Jahrhundert                                         | bergbaugeschichtliches Zeugnis. | 09226889 |
| Direkt Bild zu diesem Denkmal hochladen | Reste des Pochwerks | (Karte)                                  | 18. Jahrhundert                                             | Bergbaugeschichtliche und technikgeschichtliche Bedeutung. Fundamente gesichert, Radkammer noch vorhanden, Ende 19. und im 20. Jahrhundert noch modernisiert, war als Pochwäsche bis 1931 (Hochwasser) noch in Betrieb, 1955 abgerissen. | 09226930 |
| Direkt Bild zu diesem Denkmal hochladen | Tagebruch (Binge) | (Karte)                                  | 17.–18. Jahrhundert                                         | Bergbaugeschichtlich von Bedeutung. Abbaurest vom Zinnbergbau im Zusammenhang mit dem Goliath-Erzgang | 09226909 |
| Direkt Bild zu diesem Denkmal hochladen | Ehemalige Radstube mit Resten eines Damms und Abzugrösche                                                                                                 | (Karte)                                  | Ende 18. Jahrhundert bis zirka 1825                         | Bergbaugeschichtlich von Bedeutung. Standort eines einstigen Wasserrades von zirka 14 m Durchmesser. Abriss ist in den Bergbüchern vermerkt. Auch waren hier Gestänge zur mechanischen Kraftübertragung von zirka 800 m Länge vorhanden. | 09226911 |
| Direkt Bild zu diesem Denkmal hochladen | Stolln und Mundloch des „Neu Freiberger Glück-Stollns“ | (Karte)                                  | ab 18. Jahrhundert                                          | Bergbaugeschichtliche und technikgeschichtliche Bedeutung. | 09226932 |
| Direkt Bild zu diesem Denkmal hochladen | Stolln | (Karte)                                  | ab 1708                                                     | Im Zweiten Weltkrieg als Luftschutzbunker des Erla-Werkes genutzt, bergbaugeschichtlich, ortsgeschichtlich und technikgeschichtlich von Bedeutung. Das Erla-Werk war vor dem Krieg Klavierfabrik. | 09226933 |
| Direkt Bild zu diesem Denkmal hochladen | Halde eines Tageschachts | (Karte)                                  | 18. Jahrhundert                                             | Bergbaugeschichtlich von Bedeutung. | 09226898 |
| Direkt Bild zu diesem Denkmal hochladen | Halden- und Bingenzug | (Karte)                                  | 1570–1870                                                   | Erzgang von 4,5 km Länge, mit über 100 Halden und Tagbrüchen, Resten von Huthäusern, Kunstgräben und zwei Mundlöchern, bergbaugeschichtlich und ortsgeschichtlich von Bedeutung. Besonders eindrucksvoll: Halde und Tagbruch Friedrichszeche | 09226891 |
| Direkt Bild zu diesem Denkmal hochladen | Bergbau-Seifengebiet (Zinnerzbergbau) | (Karte)                                  | 17.–18. Jahrhundert                                         | Bergbaugeschichtlich von Bedeutung. | 09226884 |
| Direkt Bild zu diesem Denkmal hochladen | Halde | (Karte)                                  | 1719–1827, Schachtbetrieb                                   | Bergbaugeschichtlich von Bedeutung. Gehörte zur Grube Henneberg Tiefer Erbstolln, hier stand der größte der drei Pferdegöpel der Gegend, Ende des zirka 800 m langen Feldgestänges von der Henneberger Radstube | 09226908 |
|                                         | Bergbaulicher Lochstein der Grube Neuerfundenenglücks obere 3. Maaß                                                                                       | Am Pferdegöpel 1 (Karte)                 | 1714 (Lochstein)                                            | Bergbaugeschichtlich von Bedeutung. Markierte unter Tage die Grubenfeldgrenze | 09226903 |
|                                         | Schachtröhre von Unverhofftglück und Hohneujahr Treibeschacht                                                                                             | Am Pferdegöpel 1 (Karte)                 | 1721/1722                                                   | Von besonderer ortsgeschichtlicher und technikgeschichtlicher Bedeutung. | 09229837 |
|                                         | Gedenkstein Bergmeister Fischer | Am Pferdegöpel 1 (bei) (Karte)           | Zirka 1905                                                  | Bergbaugeschichtlich von Bedeutung. „Zur Erinnerung / an / Herrn Wilhelm Fischer / Kgl. Bergmeister in Johanngeorgenstadt / von 1827 bis 1835“, Stele mit beschrifteter Metalltafel sowie Tondo mit Konterfei | 09226900 |
|                                         | Grenzstein | Am Pferdegöpel 2 (bei) (Karte)           | nach 1786                                                   | Kurfürstlicher Rainstein mit Kurschwertern, ortsgeschichtlich von Bedeutung. | 09226904 |
| Direkt Bild zu diesem Denkmal hochladen | Grenzstein | Am Pferdegöpel 2 (bei) (Karte)           | Nach 1558                                                   | Bergbaugeschichtlich von Bedeutung | 09226905 |
| Weitere Bilder                          | Postmeilensäule | Am Pulverturm (Karte)                    | 1725                                                        | Ganzmeilensäule (schmaler Obelisk auf Postament, Granit, Inschriften, Posthornzeichen), verkehrsgeschichtlich von Bedeutung. Diese Ganzmeilensäule ist letzte verbliebene Säule des Poststraßenzuges Leipzig–Zwickau–Schneeberg–Eibenstock–Johanngeorgenstadt mit der Reihennummer 56. Sie ist aus weißem Granit aus Brettmühl gefertigt und trägt verschiedene Inschriften, darunter das Posthornzeichen. Das Monogramm „AR“ fehlt. Die Jahreszahl 1723 ist falsch restauriert. Die Säule wurde 1725 gegenüber dem Pulverturm aufgestellt. Beim Wiederaufbau der Stadt nach dem Stadtbrand 1867 wurde sie in einem Gebäude an der Kirchgasse vermauert, Bruchstücke wurden beim Abriss der Altstadt 1955 geborgen. 1960 wurde die Säule auf dem Markt aufgestellt. 1978 erfolgte eine Rekonstruktion und anschließend ihre, allerdings seitenverkehrte, Aufstellung am originalen Standort beim Pulverturm. Im Jahre 1722 begann man im Kurfürstentum Sachsen mit der Aufstellung der Kursächsischen Postmeilensäulen. Kurfürst Friedrich August I. wollte hierdurch ein zeitgemäßes Verkehrs- und Transportleitsystem im Kurfürstentum aufbauen, um Handel und Wirtschaft zu fördern. Er beauftragte mit Generalvollmacht Magister Adam Friedrich Zürner (1679–1742) mit der Durchführung. Das System der Postmeilensäulen umfasste Distanzsäulen, Viertelmeilensteine, Halb- und Ganzmeilensäulen. Die Distanzsäulen sollten in den Städten vor den Stadttoren, später nur auf den Marktplätzen aufgestellt werden. Entlang der Poststraßen wurden Viertelmeilensteine, Halb- und Ganzmeilensäulen aufgestellt. Sie erhielten eine fortlaufende Nummerierung (Reihennummer), beginnend vom Anfang der Vermessung. Die Ganzmeilensäulen wurden außerhalb der Städte an den Poststraßen im Abstand von 1 Meile (= 9,062 km) aufgestellt. Die Distanzsäulen waren mit dem Monogramm „AR“ für „Augustus Rex“, dem kursächsisch und polnisch-litauischen Doppelwappen sowie der polnischen Königskrone gekennzeichnet. Die Ganzmeilen-, Halbmeilensäulen und Viertelmeilensteine waren alle ähnlich beschriftet, alle trugen kein Wappen, aber das Monogramm „AR“. Die Entfernungsangaben erfolgten in Wegestunden (1 Stunde= ½ Postmeile = 4,531 km). Dieses Meilensystem war das erste europäische Verkehrsleitsystem. Der hier betrachteten Säule kommt als Teil des überregional bedeutenden Postwegesystems eine hohe verkehrsgeschichtliche Bedeutung zu. | 09228402 |
| Weitere Bilder                          | Fördertechnik des Altbergbaus | Eibenstocker Straße (Karte)              | 2. Hälfte 19. Jahrhundert/1. Hälfte 20. Jahrhundert         | Bergbaugeschichtlich und technikgeschichtlich von Bedeutung. Halde: 12 m hoch, über 100 m lang | 09226901 |
| Weitere Bilder                          | Postmeilensäule | Eibenstocker Straße (Karte)              | bezeichnet 1728                                             | Distanzsäule aus weißem Granit (Postament, Wappenstück aus Sandstein und Spitze; bezeichnet 1728, 1945 versetzt, 1977 restauriert) verkehrsgeschichtlich von Bedeutung. Denkmaltext: Kursächsische Distanzsäule bezeichnet 1728, aus weißem Granit (wahrscheinlich aus Pila), vor dem Postamt (ursprünglich am Markt). Die Säule als Obelisk trägt Entfernungsangaben, kursächsischem und polnisch-litauischem Doppelwappen sowie „AR“-Monogramm und Posthornzeichen. Die Säule wurde von Steinmetzmeister Matthias Lambacher aus Johanngeorgenstadt, das Wappenstück von Daniel Stein aus Freiberg gefertigt. Die Jahreszahl 1933 fügt man nach der Restaurierung an. Nach dem Abriss der Altstadt 1945 versetzte man die Säule an ihren heutigen Standort. 1977 wurde die Säule restauriert. Im Jahre 1722 begann man im Kurfürstentum Sachsen mit der Aufstellung der Kursächsischen Postmeilensäulen. Kurfürst Friedrich August I. wollte hierdurch ein zeitgemäßes Verkehrs- und Transportleitsystem im Kurfürstentum aufbauen, um Handel und Wirtschaft zu fördern. Er beauftragte mit Generalvollmacht Magister Adam Friedrich Zürner (1679–1742) mit der Durchführung. Das System der Postmeilensäulen umfasste Distanzsäulen, Viertelmeilensteine, Halb- und Ganzmeilensäulen. Die Distanzsäulen sollten in den Städten vor den Stadttoren, später nur auf den Marktplätzen aufgestellt werden. Entlang der Poststraßen wurden Viertelmeilensteine, Halb- und Ganzmeilensäulen aufgestellt. Sie erhielten eine fortlaufende Nummerierung (Reihennummer), beginnend vom Anfang der Vermessung. Die Ganzmeilensäulen wurden außerhalb der Städte an den Poststraßen im Abstand von 1 Meile (= 9,062 km) aufgestellt. Die Distanzsäulen waren mit dem Monogramm „AR“ für „Augustus Rex“, dem kursächsisch und polnisch-litauischen Doppelwappen sowie der polnischen Königskrone gekennzeichnet. Die Ganzmeilen-, Halbmeilensäulen und Viertelmeilensteine waren alle ähnlich beschriftet, alle trugen kein Wappen, aber das Monogramm „AR“. Die Entfernungsangaben erfolgten in Wegestunden (1 Stunde= ½ Postmeile = 4,531 km). Dieses Meilensystem war das erste europäische Verkehrsleitsystem. Der hier betrachteten Säule kommt als Teil des überregional bedeutenden Postwegesystems eine hohe verkehrsgeschichtliche Bedeutung zu. | 09229827 |
| Weitere Bilder                          | Halde eines Tageschachts mit Pulverturm | Eibenstocker Straße (Karte)              | 18. und 19. Jahrhundert                                     | Zeugnis des Johanngeorgenstädter Bergbaus, bedeutend für die Ortsgeschichte. Kreisrunder Turmbau mit Kegeldach, wurde von den hiesigen Bergbaubetrieben zur Aufbewahrung des Schießpulvers benutzt | 09229821 |
| Weitere Bilder                          | Farbglasfenster im Rathaus | Eibenstocker Straße 67 (Karte)           | nach 1905                                                   | Handwerklich-künstlerisch von Bedeutung. Denkmaltext: Farbglasfenster im Rathaus, entstanden nach 1905 für das in den 1950er Jahren zerstörte alte Rathaus, hierher versetzt. - Im Erdgeschoss (Treppenbereich): Dreiteiliges Farbglasfenster mit Bleifassung (Johann Georg mit Hund, darunter ornamentierte Volute, rechts und links je Flügel mit rundbogigem Abschluss, florales Ornament, verschiedene Stifter benannt: Bäckerinnung, Arthur Georgi, Charlottenburg u. a.), - Treppenhaus oben: Dreiteiliges Farbglasfenster, oben und unten florales Ornament. Mitte: Wappen von Johanngeorgenstadt, weitere Ornamentfenster im Keller unsachgemäß gelagert, zum Teil schon stark beschädigt, von ortsgeschichtlicher Bedeutung. | 09222409 |
|                                         | Halde eines Tageschachts | Eibenstocker Straße 100a (neben) (Karte) | bis 1780                                                    | Bergbaugeschichtlich von Bedeutung. Eine der großen alten Halden, bis 5 m hoch | 09226897 |
|                                         | Poliklinik | Eibenstocker Straße 106 (Karte)          | um 1955                                                     | Baugeschichtliche Bedeutung als Zeugnis früher DDR-Architektur, wichtiger Bestandteil eines der wenigen realisierten Städtebauprojekte der 1950er Jahre in Sachsen, exemplarischer Wert. | 09300746 |
| Weitere Bilder                          | Halde eines Tageschachts | Erzengel 1 (Karte)                       | 18. Jahrhundert und 19. Jahrhundert                         | Bergbaugeschichtlich von Bedeutung. Bis zu 5 m hoch, ansonsten relativ klein | 09226899 |
|                                         | Wohnhaus in offener Bebauung | Exulantenstraße 14 (Karte)               | nach 1867                                                   | Weitgehend ursprünglich erhalten, von baugeschichtlicher und ortsentwicklungsgeschichtlicher Bedeutung. Eingeschossig, mit Zwerchhaus, Winterfenster, originaler Putz, alte Tür und klassische Motive, zwei Dreiecksgiebel, Rundbogenfenster | 09229849 |
|                                         | Wohnhaus in offener Bebauung | Exulantenstraße 24 (Karte)               | vor 1700                                                    | Architektonisches Zeugnis der Volksbauweise (Fachwerk), bedeutend für das Ortsbild und die Ortsgeschichte, da es aus der Zeit der Erstbesiedlung (vom Stadtbrand nicht betroffen) stammt. Profilierte Balken | 09229850 |
|                                         | Wohnhaus (mit drei Eingängen) in offener Bebauung | Exulantenstraße 25; 27; 29 (Karte)       | um 1925                                                     | Markantes expressionistisch gestaltetes Gebäude mit traditionellen erzgebirgischen Elementen, bedeutend für die lokale Architekturtradition, baugeschichtlich und ortsgeschichtlich von Bedeutung. | 09229851 |
| Direkt Bild zu diesem Denkmal hochladen | Mundloch | Fastenberger Straße (Karte)              | bezeichnet 1799                                             | Bergbaugeschichtlich von Bedeutung. | 09226906 |
|                                         | Huthaus der Gabe-Gottes-Fundgrube | Gabe-Gottes-Weg 4 (Karte)                | Kern 1719                                                   | Bergbaugeschichtlich von Bedeutung. Eingeschossiger Putzbau mit Satteldach | 09226929 |
| Weitere Bilder                          | Denkmal für Christian Friedrich Röder | Georgistraße (Karte)                     | 1901                                                        | Ortsgeschichtlich von Bedeutung. Christian Friedrich Röder (1827–1900), war ein deutscher Pädagoge und Mundartsänger und -dichter des Erzgebirges | 09223067 |
|                                         | Huthaus der Torfstecher | Henneberg 1 (Karte)                      | Kern 1. Hälfte 19. Jahrhundert                              | Eingeschossiger Putzbau, ortsgeschichtlich von Bedeutung. Eingeschossig, massiv, Satteldach | 09226907 |
|                                         | Sachgesamtheit Friedhof Johanngeorgenstadt | Hospitalstraße (Karte)                   | 18. Jahrhundert                                             | Historisch bedeutende Anlage, ortsgeschichtlich und gartengeschichtlich von Bedeutung. Sachgesamtheit mit folgenden Einzeldenkmalen: fünf Grufthäuser, zehn Sandsteingrabplatten, zwei Grabmale, Ehrenhain mit Gedenksteinen für die Opfer des Faschismus sowie für russische, französische und italienische Gefallene des Zweiten Weltkrieges und Soldatengrabanlage Erster und Zweiter Weltkrieg (siehe Einzeldenkmal 09303148) dazu der Friedhof (Gartendenkmal) und die Einfriedung als Sachgesamtheitsteil | 09303147 |
|                                         | Einzeldenkmale der Sachgesamtheit Friedhof Johanngeorgenstadt                                                                                             | Hospitalstraße (Karte)                   | 18. Jahrhundert                                             | Historisch bedeutende Anlage, ortsgeschichtlich von Bedeutung. Grufthaus der Familie Beyreuther: Rundtempel mit geschlossener Rückwand und dorischen Säulen, im Inneren kniende Figur einer Trauernden, um 1910 Grufthaus einer unbekannten Familie: Putzbau mit Pilastergliederung, reich geschmücktem schmiedeeisernem Tor und geschwungenem Walmdach, wohl 18. Jh. Grufthaus einer unbekannten Familie: Vorderfront in Form eines griechischen Tempels, um 1910 Grufthaus der Familie F. H. Gruner: Putzbau mit großem, von zwei dorischen Säulen flankiertem schmiedeeisernem Tor, um 1910 Grufthaus einer unbekannten Familie: unverputzter Naturstein, um 1930 1. Grabmal für Susanna Marga von Rochow, Postament, darauf von Girlanden geschmückte Vase, um 1830 2. Grabmal Familie Bauer: lebensgroße Figur eines Engels, um 1900 3. Wandgrabmal Familie Nestmann: dreizoniger Wandaufbau mit überhöhtem Mittelteil, dieser flankiert von zwei Pilastern, um 1910 4. Grabmal für den Knappschaftsältesten Georg Günnel, (gest. 1716), Sandstein 5. Grabmal für den Bürgermeister Johann Bleyer (gest. 1722), Granit 6. Grabmal für die Bürgermeistersfrau Marie Bleyer (gest. 1723), Granit 7. Grabmal für den Kunststeiger Israel Siewer (gest. 1701), Granit 8. Grabmal für den Diakon Salomon Kraus, 1700, Granit 9. Grabmal für die Zwillingsbrüder Christian Salomo und Gottfried Engelschall (gest. 1710), Granit 10. Grabmal für den Obersteiger Johann Heinrich Schmidt (gest. 1719) und seine Ehefrau Anna Elisabeth (gest. 1737), Sandstein 11. Grabmal eines Bergbeamten oder Bergherrn, Sandstein 12. Grabmal mit unleserlicher Inschrift, bezeichnet 1719, Sandstein Mahn- und Gedenkstätte mit Ehrenhain und Gedenksteinen für sowjetische, französische und italienische Kriegsopfer sowie VdN-Gedenkstein Anlage von mehreren Soldatengräbern des Ersten und Zweiten Weltkrieges | 09303148 |
|                                         | Huthaus (Nr. 15) und Stollnkaue (Nr. 13) des Stolln Frisch Glück Alt und Neu, Kunstgraben und Wehr (bei Jugelstraße 2)                                    | Jugelstraße 2 (bei) (Karte)              | Frisch Glück Neu 1947                                       | Ortsgeschichtlich, bergbaugeschichtlich und technikgeschichtlich von Bedeutung. | 09226934 |
|                                         | Mühle | Jugelstraße 5 (Karte)                    | bezeichnet 1811, Kern wohl älter                            | Regionaltypischer Bau mit verbrettertem Fachwerkobergeschoss, ortsgeschichtliche und baugeschichtliche Bedeutung. Zweigeschossig, Obergeschoss verbrettert, Krüppelwalmdach, Segmentbogenportal mit Schlussstein, einschließlich Datierung | 09229840 |
|                                         | Mühle | Jugelstraße 8 (Karte)                    | 1. Hälfte 19. Jahrhundert, Kern älter                       | Typisches erzgebirgisches Mühlengebäude mit Fachwerkobergeschoss, baugeschichtlich, ortsgeschichtlich und ortsbildprägend von Bedeutung. Zweigeschossiger Mühlenbau mit hohem Krüppelwalmdach, verbrettertes Obergeschoss (dahinter vermutlich Fachwerk), Eingang mit Segmentbogenabschluss, repräsentatives, historisches Mühlengebäude im Jugelbachtal | 09229838 |
| Weitere Bilder                          | Ehemalige Mühle | Jugelstraße 16 (Karte)                   | 2. Hälfte 16. Jahrhundert                                   | Später Gaststätte, im Kern Gebäude aus dem 16. Jahrhundert, als einstige Farbmühle baugeschichtlich und ortsgeschichtlich von Bedeutung, von singulärer Bedeutung ist das Sitznischenportal (eines der letzten im Kreis). Zweigeschossiger Bau, hohes, schiefergedecktes Satteldach, aus der einstigen Farbmühle hervorgegangen, deren Kern und ein Sitznischenportal noch erhalten | 09229841 |
|                                         | Bergmannshaus | Jugelstraße 22 (Karte)                   | um 1600 (Bergmannshaus)                                     | Als ältestes Bergmannshaus in der Umgebung von baugeschichtlicher und sozialgeschichtlicher Bedeutung, singulär, zudem als Zeugnis der hiesigen Montanindustrie bedeutend für die Ortsgeschichte. Schlichtes, eingeschossiges Haus, mit Satteldach, altes Bergmannshaus noch aus der Zeit des Jugeler Bergbaus vor der Stadtgründung stammend | 09229842 |
|                                         | Wohnhaus in geschlossener Bebauung | Karlsbader Straße 13 (Karte)             | um 1890                                                     | Mit Ladeneinbau, Putzbau mit original erhaltener Historismusfassade, baugeschichtlich von Bedeutung. Historismus-Fassade einschließlich der alten Schaufensterstützen, axial gegliedert, mit Putznutung, aufgesetzten Bossen, Etagen- und Sohlbankgesims, Mittelachse durch Portal und Fenster mit dreieckiger Bekrönung hervorgehoben, Eingang mit Segmentbogen, aufgesetzten Bossen und Schmuckkapitell | 09229846 |
| Weitere Bilder                          | Stadtkirche (mit Ausstattung) | Kirchplatz 1 (Karte)                     | 1715, Turm bis zum Umgang von 1715 gebauter Kirche stammend | Dreischiffiger Gewölbebau (Halle) mit Westturm, eingezogenem Chor, Sakristei- und Treppenhausanbauten, im neugotischen Stil errichtet, mit bemerkenswerter Historismusausstattung, bedeutendes Beispiel der Sakralarchitektur in der zweiten Hälfte des 19. Jahrhunderts, baugeschichtlich, ortsgeschichtlich und ortsbildprägend von Bedeutung. Weiterhin in der Kirche Bergfahne, zwei Kesselpauken, Messingschmiedearbeit „C.G.Unger, A. Dresden 1804“ – der Nachlass der ehemaligen Knappschaft, drei Schwibbögen (schmiedeeisern) und bergmännisches Leichenornat | 09229847 |
|                                         | Wohnhaus in ehemals geschlossener Bebauung | Kirchplatz 6 (Karte)                     | nach 1867                                                   | Neben Kirchplatz Nr. 7 eines der letzten ursprünglich erhaltenen Wohnbauten des Wiederaufbaus nach dem Brand 1867, baugeschichtlich und ortsgeschichtlich von Bedeutung. Zweigeschossig, massiv, mittiger Eingangsbereich, Satteldach | 09229817 |
|                                         | Wohnhaus in halboffener Bebauung | Kirchplatz 7 (Karte)                     | nach 1867                                                   | Neben Kirchplatz Nr 6 eines der letzten ursprünglich erhaltenen Wohnbauten des Wiederaufbaus nach dem Brand 1867, bedeutend für die Ortsgeschichte und das Ortsbild. Zweigeschossig, massiv, mittiger Eingangsbereich, Satteldach | 09229818 |
|                                         | Wohnhaus und Scheune eines Gehöfts | Külliggut 3 (Karte)                      | 1812                                                        | Weitgehend original erhaltenes bäuerliches Anwesen, Wohnhaus mit Fachwerk–Obergeschoss, Zeugnis der Volksbauweise, baugeschichtlich von Bedeutung. Wohnhaus: Obergeschoss Fachwerk, schiefergedecktes Satteldach, Stall und Scheune aus Holz, bemerkenswerte Details | 09229854 |
| Weitere Bilder                          | Bergbaulicher Lochstein | Markt (Karte)                            | 18. Jahrhundert (Lochstein)                                 | Bergbaugeschichtlich von Bedeutung. Grenzstein im Bergbau, der die Grenze des untertägigen Grubenfeldes markiert | 09224287 |
| Weitere Bilder                          | Meilenstein | Markt (Karte)                            | Mitte 19. Jahrhundert                                       | Verkehrsgeschichtlich von Bedeutung. | 09306121 |
| Weitere Bilder                          | Denkmal für die Gefallenen des deutsch-französischen Krieges                                                                                              | Markt (Karte)                            | bezeichnet 1896                                             | Ortsgeschichtlich von Bedeutung. Gedenkstein für die Gefallenen von 1870/71: Obeliskartiger Stein mit Sockel und Deckplatten. | 09223071 |
| Weitere Bilder                          | Standbild Kurfürst Johann Georg I. | Markt (Karte)                            | 1863                                                        | Denkmal für den Gründer der Stadt, ortsgeschichtlich und künstlerisch von Bedeutung. 1863 von dem Dresdner Bildhauer Friedrich Wilhelm Schwenk errichtet, 1654 wurde Johanngeorgenstadt von Johann Georg I. gegründet | 09226885 |
|                                         | Postgebäude, rückwärtiges Garagengebäude und westliche Stützmauer                                                                                         | Schreyerallee 2 (Karte)                  | 1952–1955                                                   | Baugeschichtliche Bedeutung als Zeugnis früher DDR-Architektur, wichtiger Bestandteil eines der wenigen realisierten Städtebauprojekte der 1950er Jahre in Sachsen, exemplarischer Wert. Hochgradig ursprünglich erhalten, lang gestreckt, eingeschossig, massiv, hohes Sockelgeschoss in Naturstein, Satteldach mit Dachreiter mit Uhr, zwei übereinander liegende Schleppgauben, Garagengebäude eingeschossiger Putzbau mit großen Toreinfahrten, Satteldach mit Schiefereindeckung, hofseitig fünf kleine Dachhäuschen, westliche Stützmauer aus unverputztem Natursteinmauerwerk | 09300745 |
| Weitere Bilder                          | Schule mit Turnhalle | Schwarzenberger Straße 2 (Karte)         | um 1900                                                     | Sehr markantes Schulgebäude mit repräsentativer Klinkerfassade, als Zeugnis gründerzeitlicher Schularchitektur baugeschichtlich und ortsgeschichtlich von Bedeutung. Mehrgeschossiger Bau mit vor- und zurückspringender Klinkerfassade und reicher Sandsteindekoration, die eingeschossige Turnhalle analog gestaltet, zudem mit der ursprünglichen Dachkonstruktion, Schule mit separaten Eingängen für Mädchen und Knaben, Aula mit Stuckdekoration (Deckenprofile) | 09229861 |
| Weitere Bilder                          | Empfangsgebäude und südliches Nebengebäude (Nr. 26a) des Bahnhofs Johanngeorgenstadt                                                                      | Schwarzenberger Straße 26; 26a (Karte)   | 1898 (Empfangsgebäude)                                      | Wichtiges gründerzeitliches Bahnhofsensemble, eisenbahngeschichtlich von Bedeutung, im Zusammenspiel mit gegenüber liegenden Wohngebäuden und Deutschem Haus bedeutend für das Ortsbild. Zweigeschossiges Empfangsgebäude mit Klinkerfassade, durch farblich abgesetzte Bänder und Segmentbögen belebt, mit bereichernden Zierelementen (Fenstereinfassungen, Konsolen, Stürze, Scheitelsteine usw.), Geschosse durch Profil getrennt, eingeschossiges südliches Nebengebäude mit Krüppelwalmdach | 09229857 |
|                                         | Felshaus | Schwarzenberger Straße 32 (Karte)        | Mitte 17. Jahrhundert                                       | | 09229868 |
|                                         | Hotel und Nebengebäude | Schwarzenberger Straße 39 (Karte)        | Ende 19. Jahrhundert                                        | Markantes Bauwerk im sogenannten altdeutschen Stil, stilistisch gleich gestaltetes Nebengebäude, baugeschichtlich, ortsgeschichtlich und ortsbildprägend von Bedeutung. Mit Elementen des Schweizerstils, spitzer Eckturm, Fachwerkgiebel, Holzzierat, hohes Dach, Fassade durch Ziegelbänder gegliedert, stilistisch gleich gestaltetes Nebengebäude | 09229858 |
|                                         | Eisenbahnerwohnhaus (mit zwei Hausnummern) | Schwarzenberger Straße 41; 43 (Karte)    | Ende 19. Jahrhundert                                        | Lang gestrecktes Gebäude, mit Bahnhof und Hotel gestalterisch korrespondierende Klinkerfassade, baugeschichtlich und sozialgeschichtlich von Bedeutung, ortsbildprägend. Gestalterisch sparsam ausgeführte Klinkerfassade | 09229859 |
|                                         | Fabrikgebäude | Schwarzenberger Straße 57 (Karte)        | bezeichnet 1902                                             | Repräsentatives Produktionsgebäude mit wirkungsvoll gestalteter Klinkerfassade, ehemals von der Firma K. Weber genutzt, als Beispiel der Industriearchitektur um 1900 baugeschichtlich von Bedeutung, zudem bedeutend für die Ortsgeschichte. Vielgestaltige Klinkerfassade, wird aufgewertet durch verschiedenfarbige Ziegel, zahlreiche Dekorationselemente und Putznutung im Erdgeschoss | 09229867 |
| Direkt Bild zu diesem Denkmal hochladen | Halde eines Tageschachts (Gewerken Hoffnung) | Schwefelwerkstraße (Karte)               | Bezeichnet mit 1763, bis um 1912                            | Bergbaugeschichtlich von Bedeutung | 09226912 |
|                                         | Halde eines Tageschachts | Schwefelwerkstraße (Karte)               | um 1800                                                     | Bergbaugeschichtlich von Bedeutung. Zirka 40 m², 2,5 m hoch | 09226913 |
| Weitere Bilder                          | Rösche mit Mundloch | Schwefelwerkstraße (Karte)               | bezeichnet 1839 (Schlussstein)                              | Elliptisch auf ganzer Länge (zirka 180 m) ausgemauert, bergbaugeschichtlich von Bedeutung. | 09226914 |
| Direkt Bild zu diesem Denkmal hochladen | Halde des Neu Leipziger Glücker Treibeschachtes (später Schacht 42)                                                                                       | Schwefelwerkstraße (Karte)               | 1795–1798                                                   | Halde einer der wichtigsten Johanngeorgenstädter Gruben, Standort des letzten im Bergamtsrevier betriebenen Pferdegöpels, bis zu seinem Abbruch 1948 aufgrund der Folgenutzung des Schachtes durch die SDAG Wismut als letzter in Sachsen erhaltener Pferdegöpel vom Landesverein Sächsischer Heimatschutz als technisches Denkmal betreut, Halde daher als Zeugnis eines der ersten technischen Denkmale Sachsens sowie aus orts- und bergbaugeschichtlichen Gründen von Bedeutung | 09226924 |
| Direkt Bild zu diesem Denkmal hochladen | Meilenstein, zum Kilometerstein umgearbeitet | Sosaer Straße (Karte)                    | 19. Jahrhundert (Meilenstein)                               | Verkehrsgeschichtlich von Bedeutung. | 09223068 |
| Weitere Bilder                          | Ehemaliges Huthaus | St. Katharina 1 (Karte)                  | um 1820                                                     | Eingeschossiger, winkelförmiger Bau mit Satteldach, Zeugnis des Johanngeorgenstädter Bergbaus, bedeutend für die Ortsgeschichte. | 09229830 |
| Weitere Bilder                          | Huthaus | Steigerstraße 1 (Karte)                  | Kern 1. Hälfte 18. Jahrhundert                              | Eingeschossiger, verputzter massiver Bruchsteinbau, ortsgeschichtliche Bedeutung. Denkmaltext: Huthaus Elias, wohl 1. Hälfte 18. Jahrhundert, daher auch Alterswert, der gedrungene eingeschossige Baukörper hat etwa 70 cm starke Bruchsteinwände, die Fenster sind innen zeittypisch mit Korbbögen hinterfangen, typisch ist auch das Bruchstein-Tonnengewölbe des Kellerraums. Das große Satteldach schuf weiteren Raum für die Sozialzwecke des Gebäudes. Als ehemaliges Huthaus war es ein Kristallisationspunkt des Arbeitslebens derer, die im Bergbau tätig waren. Es ist ein Bestandteil des großen Netzwerkes aus Schächten, Gräben, Teichen und Halden und Hochbauten, das die Kulturlandschaft Erzgebirge und besonders auch Johanngeorgenstadt als Bergstadt prägte und bis heute zur Identität der Region beiträgt. | 09226902 |
|                                         | Postmeilensäule | Steinbach (Karte)                        | bezeichnet 1723                                             | Viertelmeilenstein, verkehrsgeschichtlich von Bedeutung. Denkmaltext: Kursächsischer Viertelmeilenstein von 1725, aus weißem Granit (aus Pila) mit der Reihennummer 55 im Ortsteil Steinbach. Der Stein gehörte zur Poststraße Schneeberg-Johanngeorgenstadt. Sie wurde 1914 beim Straßenbau umgesetzt, in den folgenden Jahren mehrfach beschädigt, 1971–1976 rekonstruiert, dabei Sockel und Kopfstück ersetzt und verkehrssicher neu aufgestellt sowie 2011 vor Ort restauriert. Im Jahre 1722 begann man im Kurfürstentum Sachsen mit der Aufstellung der Kursächsischen Postmeilensäulen. Kurfürst Friedrich August I. wollte hierdurch ein zeitgemäßes Verkehrs- und Transportleitsystem im Kurfürstentum aufbauen, um Handel und Wirtschaft zu fördern. Er beauftragte mit Generalvollmacht Magister Adam Friedrich Zürner (1679–1742) mit der Durchführung. Das System der Postmeilensäulen umfasste Distanzsäulen, Viertelmeilensteine, Halb- und Ganzmeilensäulen. Die Distanzsäulen sollten in den Städten vor den Stadttoren, später nur auf den Marktplätzen aufgestellt werden. Entlang der Poststraßen wurden Viertelmeilensteine, Halb- und Ganzmeilensäulen aufgestellt. Sie erhielten eine fortlaufende Nummerierung (Reihennummer), beginnend vom Anfang der Vermessung. Die Ganzmeilensäulen wurden außerhalb der Städte an den Poststraßen im Abstand von einer Meile (= 9,062 km) aufgestellt. Die Distanzsäulen waren mit dem Monogramm „AR“ für „Augustus Rex“, dem kursächsisch und polnisch-litauischen Doppelwappen sowie der polnischen Königskrone gekennzeichnet. Die Ganzmeilen-, Halbmeilensäulen und Viertelmeilensteine waren alle ähnlich beschriftet, alle trugen kein Wappen, aber das Monogramm „AR“. Die Entfernungsangaben erfolgten in Wegestunden (1 Stunde= ½ Postmeile = 4,531 km). Dieses Meilensystem war das erste europäische Verkehrsleitsystem. Der hier betrachteten Säule kommt als Teil des überregional bedeutenden Postwegesystems eine hohe verkehrsgeschichtliche Bedeutung zu. | 09229822 |
|                                         | Wohnhaus in offener Bebauung | Steinbach 2a (Karte)                     | Ende 19. Jahrhundert                                        | Das im Schweizerhausstil errichtete Gebäude ist baugeschichtlich von Bedeutung und als mögliches Forsthaus auch von Wert für die Ortsgeschichte. Art Forsthaus mit Geweihen, Schweizerhausstil, Details weitgehend erhalten, Verbretterung, Giebelzierat, Gewände und Fensterläden | 09229828 |
| Direkt Bild zu diesem Denkmal hochladen | Königlich-Sächsische Meilensteine (Sachgesamtheit): Meilenstein                                                                                           | Steinbach 2a (neben) (Karte)             | um 1860 (Meilenstein)                                       | Steinsäule mit halbrundem Abschluss, Stationsstein, verkehrsgeschichtlich von Bedeutung. | 09229829 |
|                                         | Wohnhaus und Scheune eines Gehöfts | Steinbach 36 (Karte)                     | 1. Hälfte 19. Jahrhundert                                   | Geburtshaus des Holzbildhauers Emil Teubner (Inschrifttafel), bedeutend für die Ortsgeschichte. Vermutlich Fachwerk unter der Verbretterung | 09229823 |
|                                         | Ehemalige Schule, heute Gemeindehaus der Methodistischen Kirche                                                                                           | Steinbach 56 (Karte)                     | vor 1900                                                    | Baukünstlerisch qualitätvolles gründerzeitliches Gebäude, baugeschichtlich von Bedeutung und bedeutend für die Ortsgeschichte. Eingeschossiger Klinkerbau, mit farbigen Steinen, originaler Eingangstür, Winterfenstern, Kreuzsymbol im Dreiecksgiebel des Risalits wiederholt sich in den Giebeln der Schmalseiten | 09229824 |
|                                         | Mundloch, Halde, Huthaus und Kaue der Fundgrube Treue Freundschaft                                                                                        | Treue Freundschaft 1 (Karte)             | 1708                                                        | Zeugnis des Johanngeorgenstädter Bergbaus, bedeutend für die Ortsgeschichte. | 09229855 |
|                                         | Villa mit Einfriedung | Untere Gasse 45 (Karte)                  | um 1905                                                     | Repräsentative historisierende Villenanlage mit Hauptbau und zwei Flügeln, bemerkenswert die reiche Innenausstattung, in dieser Form seltenes Beispiel der Villenarchitektur zu Anfang des 20. Jahrhunderts in Sachsen. Neobarocke Eingangshalle mit Treppenhaus über ovalem Grundriss, seitliche Flügel, am Tor und im Inneren auch Jugendstildekor, wesentliche Teile der Innenausstattung erhalten, an der Rückseite bemerkenswerter Mittelrisalit mit Dreiecksgiebel (klassisches Motiv) | 09229863 |
|                                         | Mietshaus in offener Bebauung | Untere Gasse 46 (Karte)                  | 1920er Jahre                                                | Von guter architektonischer Linie, rustikale Gestaltungselemente, baugeschichtliche und ortsentwicklungsgeschichtliche Bedeutung. Drei- bis viergeschossiger massiver Putzbau mit leichtem Knick in der gegiebelten Mittelachse, dort Eingang mit originalem expressionistischen Türblatt und rustikaler Rundbogenrahmung, Fensterbekrönungen im Erdgeschoss ebenfalls rustikal, desgleichen Sockel, durchweg originale Kastenfenster, leichter Dachüberstand | 09226893 |
|                                         | Villa | Untere Gasse 52 (Karte)                  | bezeichnet 1904 (an der Tür)                                | Großer, repräsentativer Villenbau mit Turmaufbau, gestalterisch qualitätvolle Fassade zwischen Neobarock und Jugendstil, baugeschichtlich von Bedeutung. Hohes Dach, Anbauten, reiche Fassadendekoration, geschweifte Giebelfelder, Fachwerkzierat | 09229864 |
|                                         | Arbeiterwohnhaus einer Werksiedlung, mit Einfriedungsmauer                                                                                                | Untere Gasse 58 (Karte)                  | um 1910                                                     | Teil eines städtebaulich wichtigen Ensembles, siehe auch Untere Gasse 60, 62, 64, ortsentwicklungsgeschichtlich und sozialgeschichtlich von Bedeutung. | 09229622 |
|                                         | Arbeiterwohnhaus einer Werksiedlung | Untere Gasse 60 (Karte)                  | um 1910                                                     | Teil eines städtebaulich wichtigen Ensembles, siehe auch Untere Gasse 58, 62, 64, ortsentwicklungsgeschichtlich und sozialgeschichtlich von Bedeutung. | 09229391 |
|                                         | Arbeiterwohnhaus einer Werksiedlung mit Einfriedungsmauer                                                                                                 | Untere Gasse 62 (Karte)                  | um 1910                                                     | Teil eines städtebaulich wichtigen Ensembles, siehe auch Untere Gasse 58, 60, 64, ortsentwicklungsgeschichtlich und sozialgeschichtlich von Bedeutung. | 09229865 |
|                                         | Arbeiterwohnhaus einer Werksiedlung | Untere Gasse 64 (Karte)                  | um 1910                                                     | Teil eines städtebaulich wichtigen Ensembles, siehe auch Untere Gasse 58, 60, 62, ortsentwicklungsgeschichtlich und sozialgeschichtlich von Bedeutung. | 09306048 |
| Direkt Bild zu diesem Denkmal hochladen | Mundloch Querschlag Qu1 von Schacht 147 | Wittigsthalstraße (Karte)                | Bezeichnet mit 1949                                         | Orts-, bergbau- und technikgeschichtlich von Bedeutung | 09226937 |
| Weitere Bilder                          | Doppelmundloch von Schacht 30 (»Neues Deutschland«), zwei Eingänge von Schacht „Querschlag 4“ sowie Betonstützmauern der Wismut-Bunkeranlage am Eisenberg | Wittigsthalstraße (Karte)                | nach 1945                                                   | Ortsgeschichtliche und technikgeschichtliche Bedeutung. Die Betonmauern waren Rückwand der an ihnen befestigten Holzbunker. Die Ebene darüber ist der einst überdachte Bereich, wo die Hunte liefen. Mundloch von Querschlag 4 mit Klinkerrahmung, zweiter Eingang Beton. | 09226938 |
|                                         | Mundloch Schacht 31 | Wittigsthalstraße (Karte)                | nach 1947                                                   | Ortsgeschichtlich, bergbaugeschichtlich und technikgeschichtlich von Bedeutung. | 09226936 |
| Weitere Bilder                          | Doppelmundloch von Schacht 30 („Neues Deutschland“), zwei Eingänge von Schacht „Querschlag 4“ sowie Betonstützmauern der Wismut-Bunkeranlage am Eisenberg | Wittigsthalstraße (Karte)                | nach 1945                                                   | Ortsgeschichtliche und technikgeschichtliche Bedeutung. Die Betonmauern waren Rückwand der an ihnen befestigten Holzbunker. Die Ebene darüber ist der einst überdachte Bereich, wo die Hunte liefen. Mundloch von Querschlag 4 mit Klinkerrahmung, zweiter Eingang Beton. | 09226938 |
|                                         | Huthaus (Nr. 15) und Stollnkaue (Nr. 13) des Stolln Frisch Glück Alt und Neu, Kunstgraben und Wehr (bei Jugelstraße 2)                                    | Wittigsthalstraße 13; 15 (Karte)         | Frisch Glück Neu 1947                                       | Ortsgeschichtlich, bergbaugeschichtlich und technikgeschichtlich von Bedeutung. | 09226934 |
| Weitere Bilder                          | Zoll- und Grenzhaus | Wittigsthalstraße 14 (Karte)             | 1890                                                        | Markantes zweigeschossiges Fachwerkhaus, bedeutend für das Ortsbild als historische Übergangsstelle, zudem bedeutend für die Ortsgeschichte. Mittelrisalit, Mansarddach | 09229833 |
| Weitere Bilder                          | Hammerherrenhaus | Wittigsthalstraße 16 (Karte)             | 1836                                                        | Architektonisch bedeutende Anlage (reduziert), bedeutend für die Ortsgeschichte und die Geschichte der erzgebirgischen Montanindustrie. Zweigeschossige Flügel mit Walmdach, zur Straßenseite mittiger Durchlass einschließlich Torpfeilern und schmiedeeisernen Torflügeln (Insignien B und N), Herrenhaus durch Mittelrisalit mit Balkon, Tor und Schmuck hervorgehoben, Eingangshalle und Treppenhaus innen mit Kreuzgratgewölben | 09229832 |
| Weitere Bilder                          | Denkmal für die Gefallenen des Ersten Weltkrieges | Wittigsthalstraße 19 21 (vor) (Karte)    | nach 1918 (Kriegerdenkmal)                                  | Ortsgeschichtlich von Bedeutung. | 09306122 |
|                                         | Wohnhaus mit Gaststätte in offener Bebauung | Wittigsthalstraße 19; 21 (Karte)         | um 1920                                                     | Im Reform- und Heimatstil errichtet, baugeschichtlich und ortsgeschichtlich von Bedeutung. | 09229834 |
|                                         | Wohnhaus in offener Bebauung | Wittigsthalstraße 23 (Karte)             | Ende 19. Jahrhundert                                        | Repräsentative Klinkerfassade, markanter und für das Ortsbild bedeutender Bau der Gründerzeit, baugeschichtlich von Bedeutung. Zweigeschossiges Gebäude mit turmartigem Treppenhaus, klar gegliederte Klinkerfassade | 09229835 |
|                                         | Mundloch »Neujahrs« Fundgrube, Querschlag 6/bis | Wittigsthalstraße 23 (hinter) (Karte)    | bezeichnet 1950                                             | Ortsgeschichtlich, bergbaugeschichtlich und technikgeschichtlich von Bedeutung. Zugang zum Schacht 228 mit neuer Klinkerverblendung (gleicht der alten), desgleichen der Stein mit der Bezeichnet | 09226935 |
| Direkt Bild zu diesem Denkmal hochladen | Sammlung: Neun Herrscherporträts (Gemälde) | Eibenstocker Straße 67 (Karte)           | 17. bis 19. Jahrhundert                                     | Besondere ortsgeschichtliche und regionalgeschichtliche Relevanz. Bei den neun Gemälden handelt es sich um Herrscherporträts „in effigie“, wettinisch-sächsische Kurfürsten bzw. Könige von Polen, die einen Bezug zu Johanngeorgenstadt hatten. Sie waren versammelt im Mitte des 19. Jahrhunderts abgebrannten Rathaus der Stadt und seither anscheinend ohne festen Aufenthaltsort. Zurzeit befinden sie sich im Depot des heutigen Rathauses bzw. in der ehemaligen Schule. Fünf Porträts haben eine achteckige Form, die anderen sind viereckig. Entstanden sind sie vorrangig im 18. Jahrhundert; ob einige vorher oder auch danach angefertigt wurden, ist nicht ohne Weiteres zu klären. - Friedrich August II. (in Polen: III.), sächs.-polnischer König, 1696–1763, 89 × 71 cm - Friedrich Christian, 1722–1763, Sohn von 1, 3/4-Profil, 89 × 73 cm - August der Starke (Friedrich August), 1670–1733, 86 × 64 cm, wahrscheinlich sein Porträt, trotz fehlender Ähnlichkeit - Johann Georg III., 1647–1691, 93 × 71 cm, wegen seines Auftritts im Türkenkrieg der „sächsische Mars“ genannt - Johann Georg IV. (1668–1694), Bruder Augusts des Starken, 93 × 71 cm - wahrscheinlich Friedrich August III. (der Gerechte, 1750–1827), Sohn von 2, in jungen Jahren, 89 × 73 cm - Johann Georg II., 1613–1680, 93 × 71 cm - Johann Georg I., 1585–1656, 93 × 71 cm, Gründer von Johanngeorgenstadt - Franz Xaver (1730–1806), Administrator 1763–1768 Vergleichbare Porträtsammlungen finden sich unter anderem in Thallwitz, Rötha und Schönwölkau. | 09306581 |